# Hässelby gård, Uppsala kommun

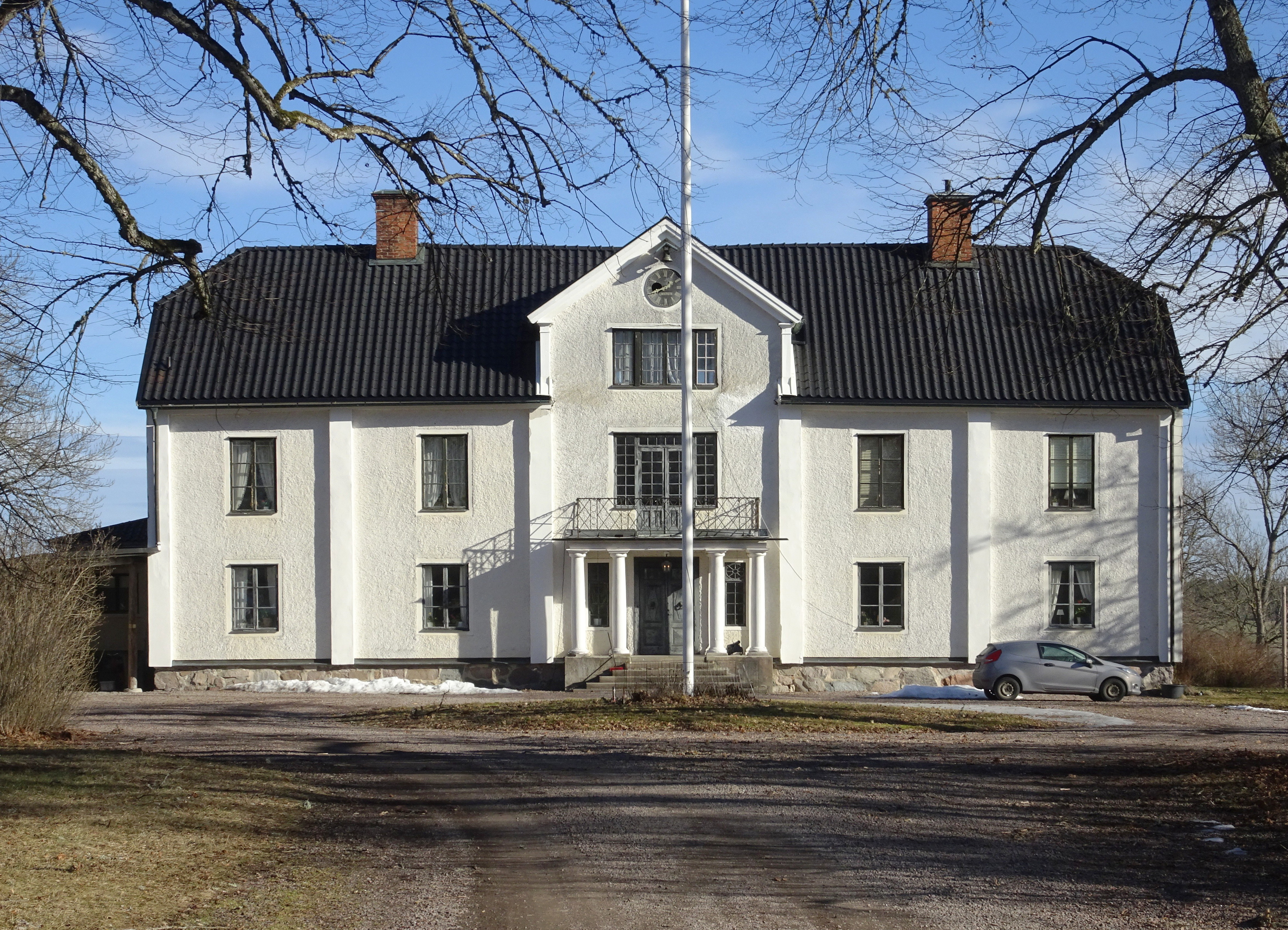
Huvudbyggnaden i mars 2019.

Hässelby (äldre stavning Hesselby) är en herrgård och ett tidigare säteri i Tuna socken, Uppsala kommun, sydväst om Stamsjön ca 35 km nordöst om Uppsala. Huvudbyggnaden uppfördes i början av 1800-talet, medan den bevarade norra flygeln härrör från 1700-talet, den södra flygeln brann ner år 1840.

## Historik

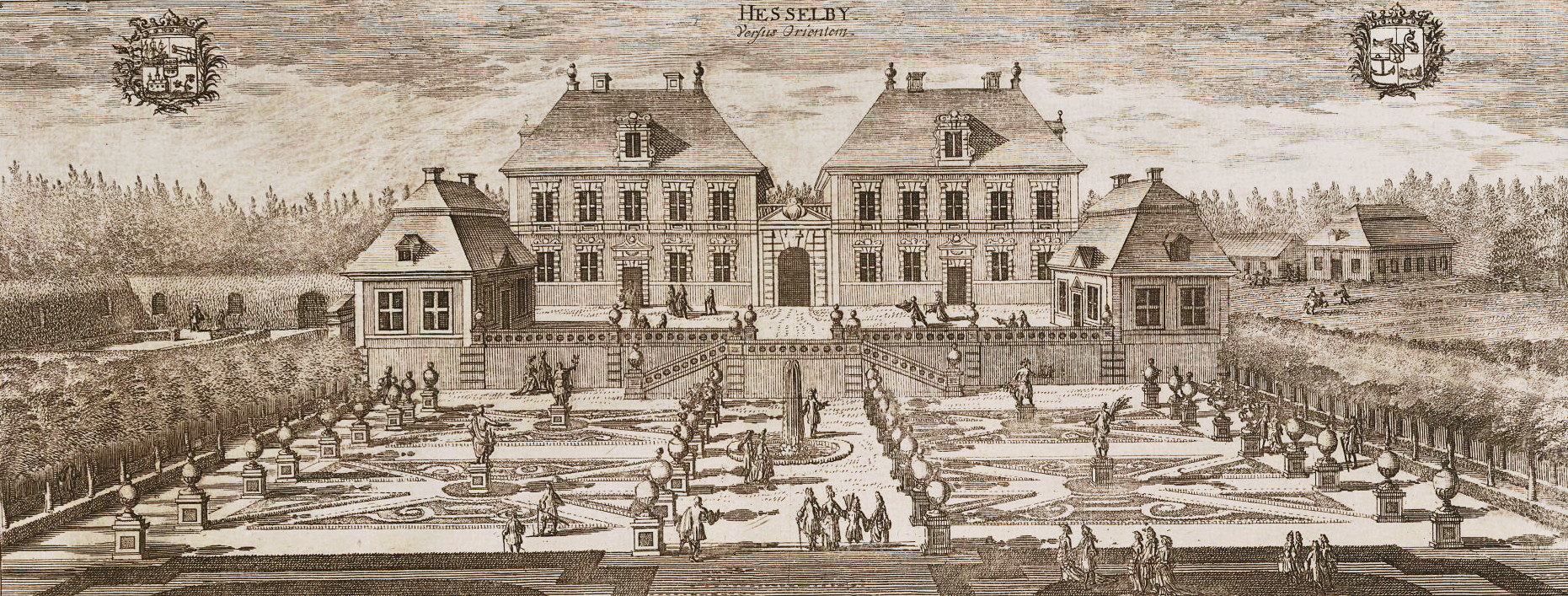
Gården i Erik Dahlberghs Suecia antiqua, graverad av Johannes van den Aveelen.

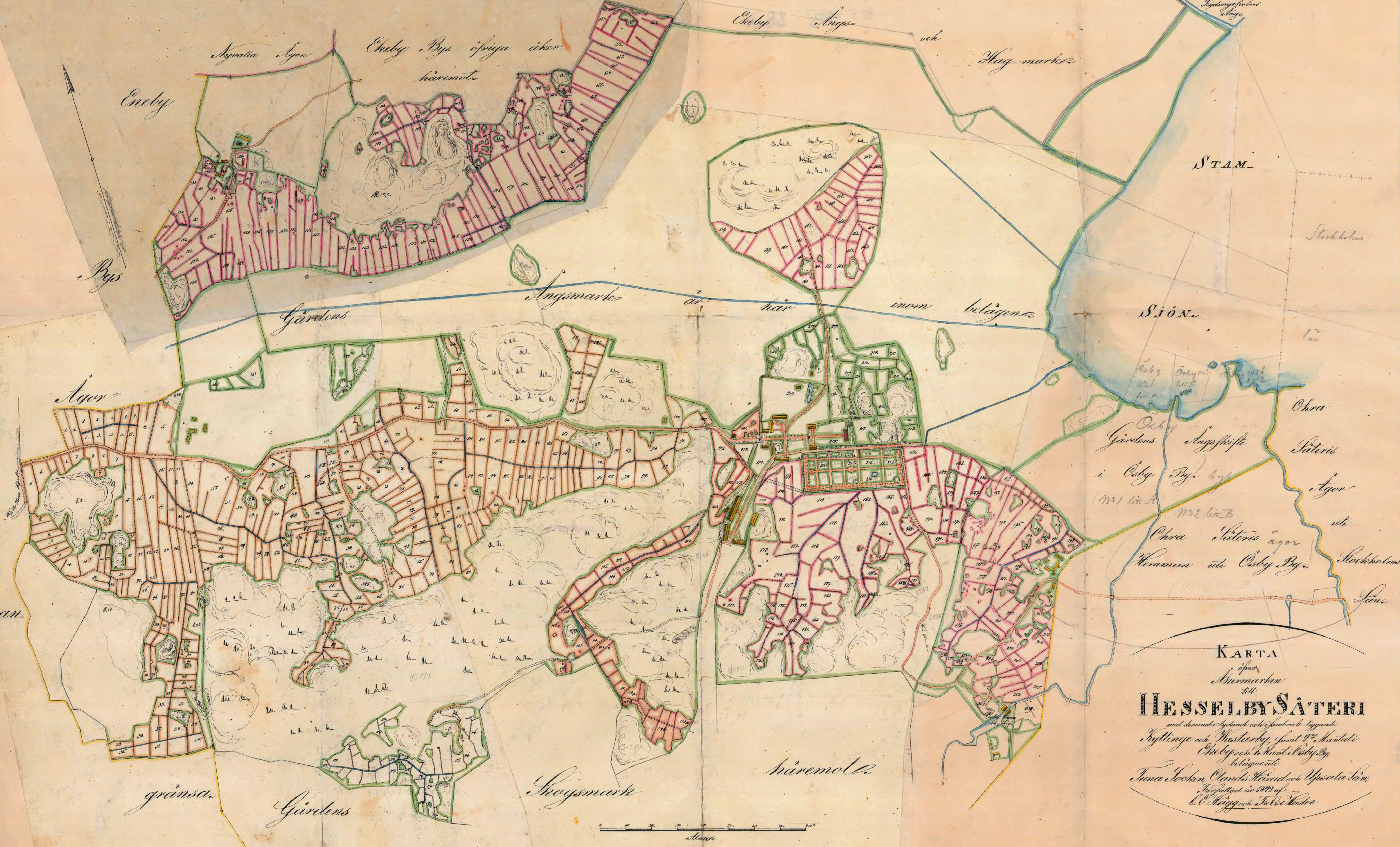
Karta över Hässelby säteriets ägor 1842.

Hässelbys första kända ägare var Lafrenz Lafrenzson som ägde godset år 1410, men gården är äldre än så. Gården donerades 1474 till Uppsala domkyrka. 1555 eller 1558 tilldömdes Nils Jespersson (Kruse) Hässelby. Omkring 1570 nämnes amiral Nils Jespersson Cruus som ägare. En i slutet av 1500-talet upprättade genealogi, troligen förfalskad, anger att Nils Jesperssons mor Barbro Larsdotter (Ulfstand) varit sonsons dotter till denne Lafrenz Lafrenszons. Han lyckas samtidigt lägga under sig Börsta, Ekeby, Kyttinge, och Saringe i Tuna socken, samt Fresta i Alunda socken. Nils Jespersson innehade 1567 Hässelby med 11 underlydande landbönder. I samband med arvskifte 1578 tillföll Hässelby Nils Jesperssons son Erik Nilsson Kruse.
Efter Cruus af Edeby så ärvdes gården under 1600-talet av familjen Fleming af Liebelitz och då ingick även Borrlövsta säteri och även egendomen Lydinge. Under 1600-talet kom godset i släkten Flemings ägo och innehades vid sekelskiftet av kammarrådet Johan Casimir Fleming af Liebelitz. Under 1640-talet tillkom sannolikt de egenartade, numera försvunna slottsbyggnaderna i par som avbildas i Sueciaverket. Dubbelhus förekommer i franska arkitekturböcker från 1500-talet. Fasaddekoren på karaktärsbyggnaderna är samma som för den franskfödde arkitekten Simon de la Vallées Riddarhuspalatset och även Hässelby räknas till ett av hans verk.
Ryttmästaren och kammarherren friherre Ulrik Alexander Stromberg ärvde godset i början av 1700-talet av sin svärfar friherre Johan Casimir Fleming af Liebelitz och hans maka Charlotta Bielkenstierna. Efter Flemings död ärvdes godset 1767 av dottern Sigrid Eva Stromberg (1726–1800), som var gift med hovmarskalken Adolf Rudbeck. Efter Eva Strombergs död år 1800 ägdes godset av mågen, friherre Adolf Rudbeck. Därefter ärvdes gården några år av en Linroth, vars änka Sara Catharina Linroth år 1789 skänkte gården till sin dotterson, greve Carl Gustaf Löwenhielm, sedermera svensk minister i bland annat Ryssland och Frankrike. 
År 1816 köpte ryttmästaren greve Gustaf Didrik Taube godset. Gustaf Didrik Taube innehade godset till 1849. Det togs över av hans två yngre söner, den ene var greve Gustaf Johan Taube som ägde det fram till och med 1849. I slutet av 1850-talet ägdes gården av greve Arvid Sigismund Horn af Åminne och därefter köpte de två bröderna Axel och Otto Vilhelm Lilliestråle godset 1864. Senare förekommer i ägarelängden löjtnant Rikard von Engeström (1814–1900), vilken 1869 sålde godset till possessionaten August Hägg. Därefter förekommer ett stort antal ägare under längre och kortare perioder fram till vår tid. År 1946 köptes säteriet av Carl Johan E. Högfeldt och drivs sedan 1982 av sonen Carl Johan P. Högfeldt. På egendomen bedrivs jord- och skogsbruk, fastighets- och viltförvaltning.

## Nutida bilder

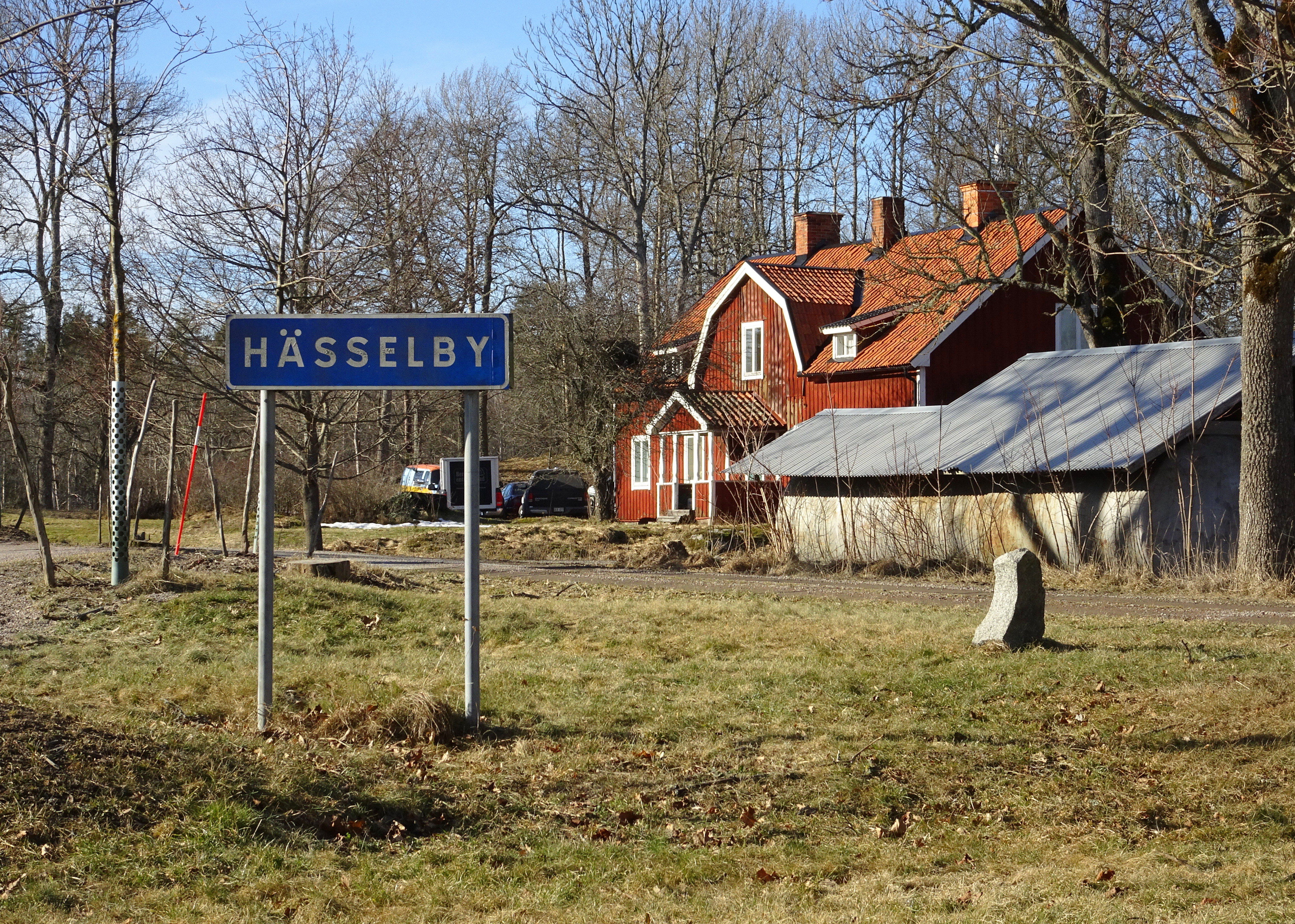
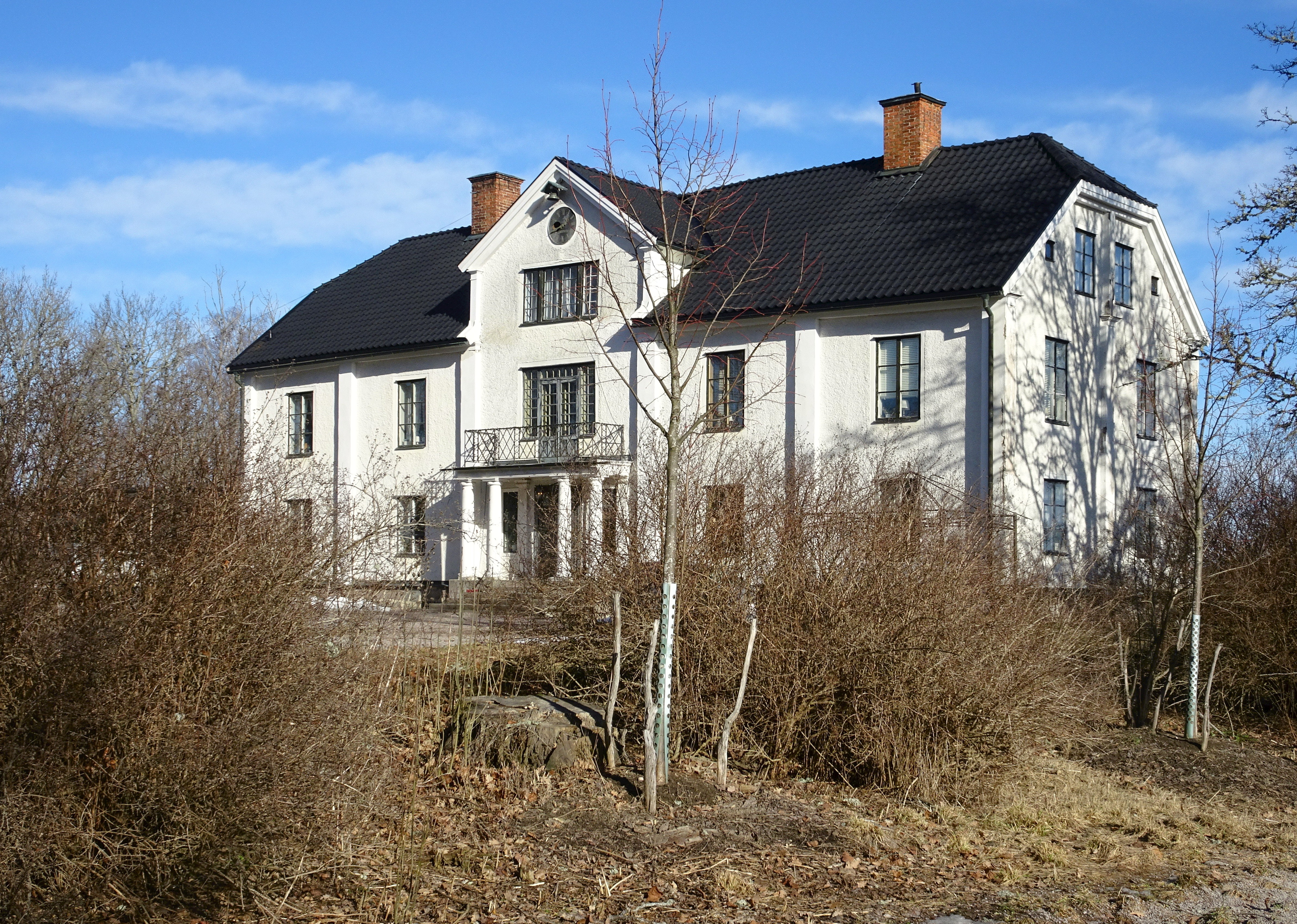
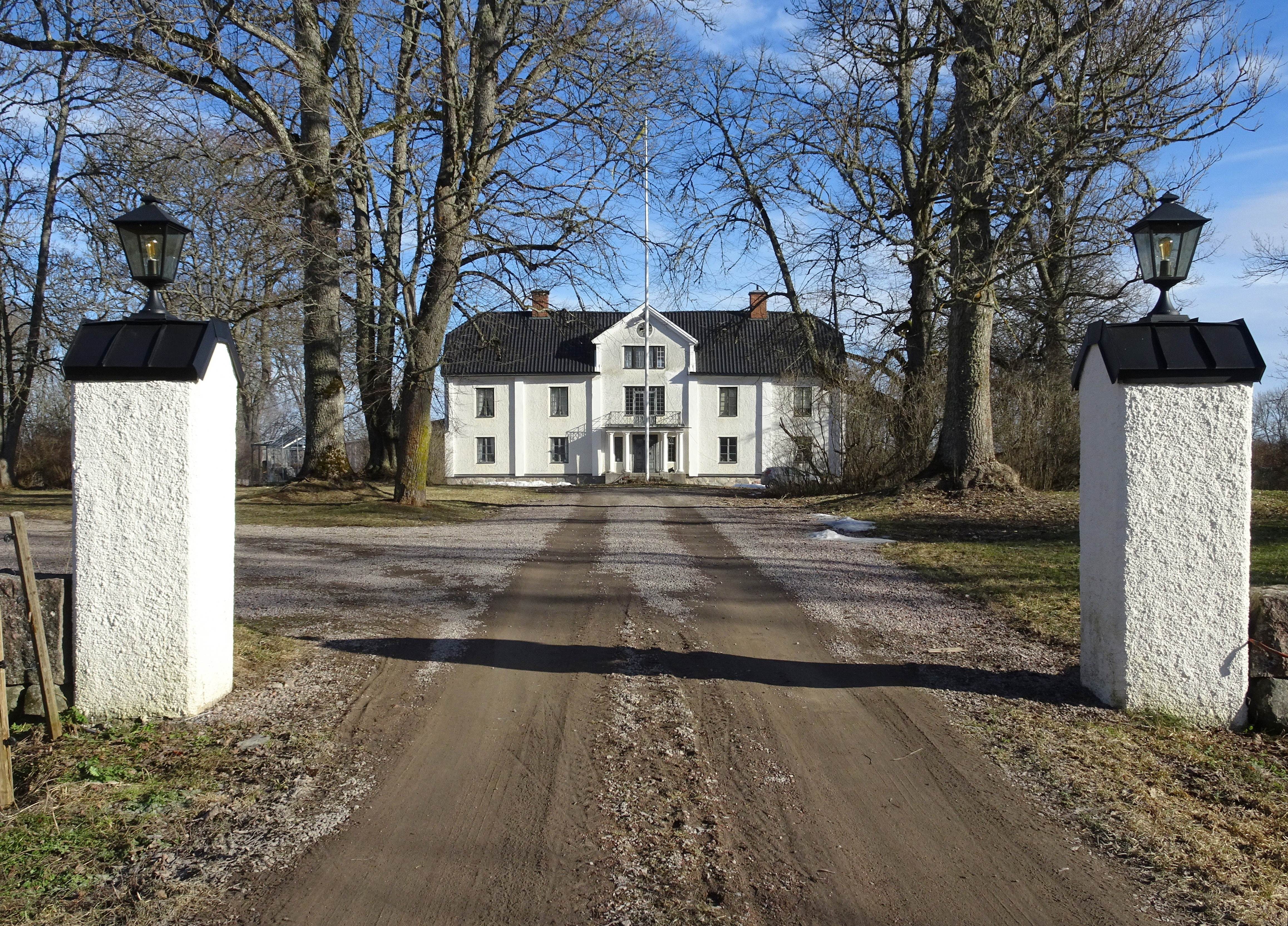
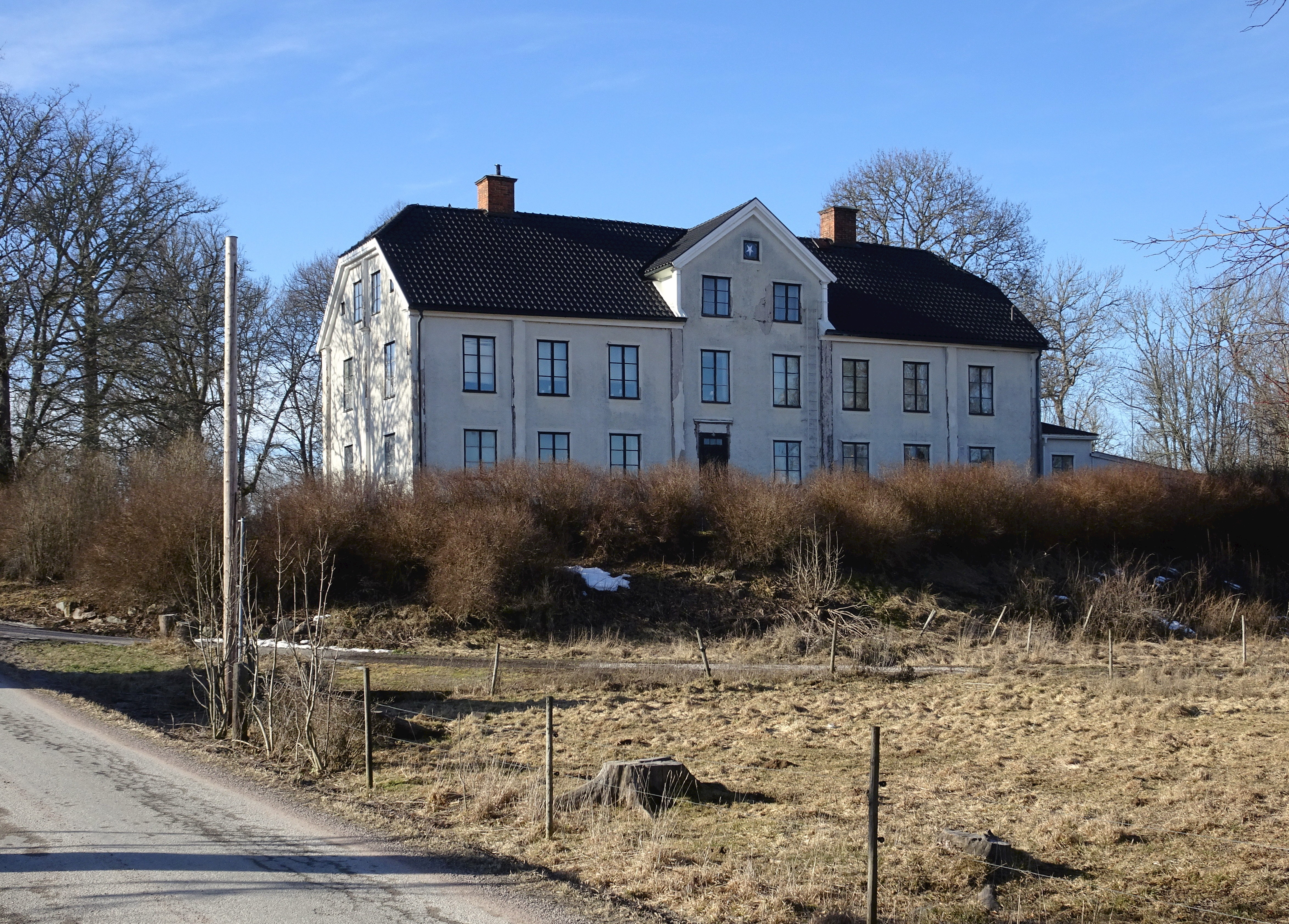
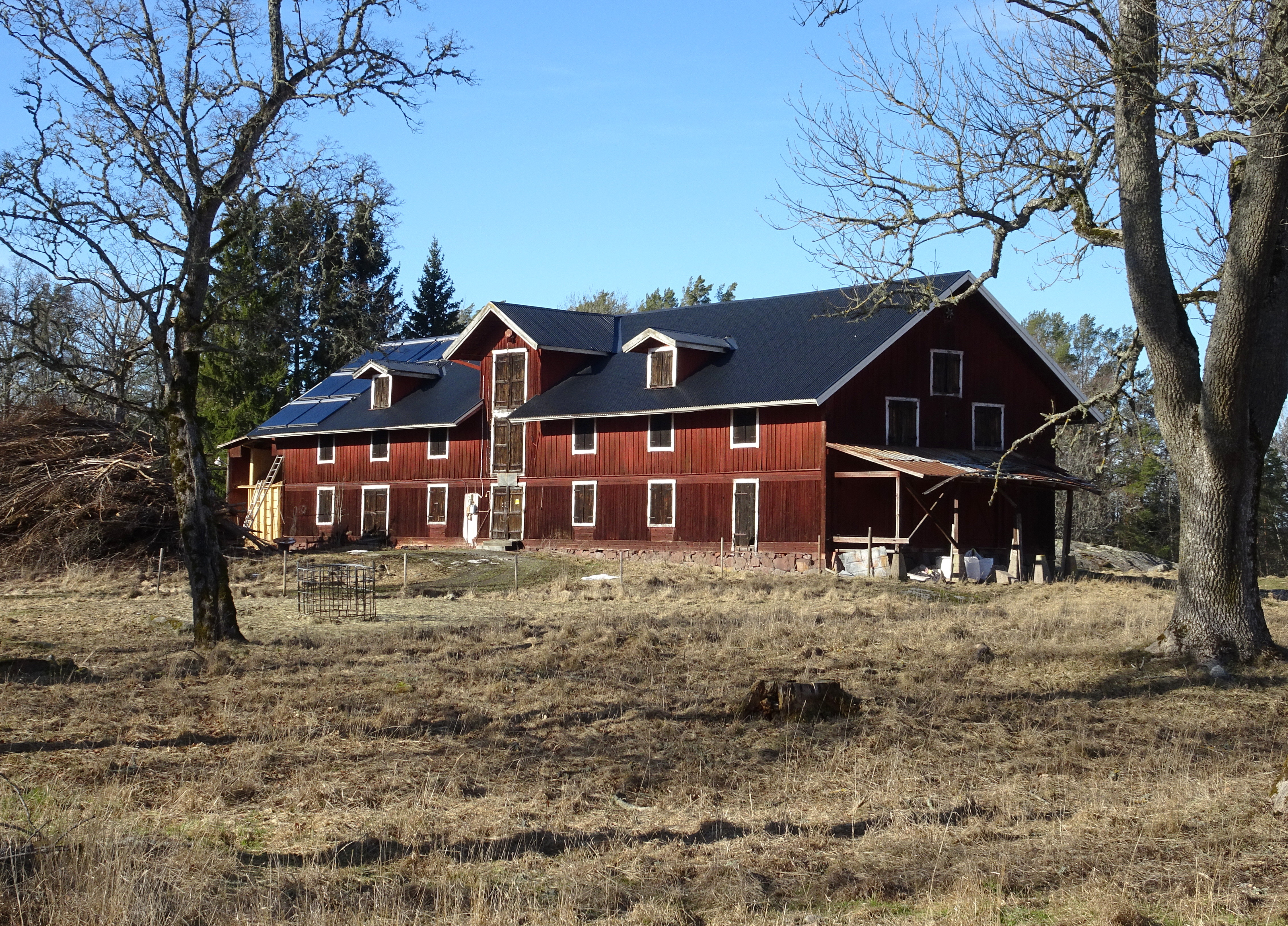